# Nordlicht (Schiff, 2001)
Die Nordlicht ist ein Bäderschiff in der Lübecker Bucht der Reederei Böttcher Schifffahrt.

## Geschichte
Das Schiff wurde 1999 von der Reederei Joachim Dunkelmann in der Türkei in Auftrag gegeben und im Jahr 2001 fertiggestellt. Das Schiff ersetzte die damalige Boltenhagen, heute Seebär ab der Seebrücke Boltenhagen und hatte seinen Liegeplatz in Boltenhagen-Tarnewitz. Das Schiff, welches damals Conny-D hieß, unternahm Seerundfahrten sowie Ausflugsfahrten zur Insel Poel, nach Wismar, Travemünde, dem Timmendorfer Strand und nach Grömitz. Im Jahr 2005 wurde es an die Reederei Marco Weiße verkauft und in Boltenhagen umbenannt. Da es im Laufe der Zeit immer mehr Vorschriften des Germanischen Lloyd und der BG Verkehr bezüglich der Sicherheit von Fahrgastschiffen gab, konnte die Reederei das Schiff nicht mehr weiterbetreiben und stellte den Betrieb im Jahr 2012 ein. Das Schiff wurde anschließend von der Böttcher Schifffahrt übernommen. Neuer Heimathafen des Schiffes, welches nun Nordlicht hieß, wurde Niendorf (Ostsee). Nach über vier Jahren Umbau konnte es ab der Saison 2018 wieder in Fahrt gebracht werden und fuhr nun im Wechsel mit der Holstentor 1 Fahrten ab der Grömitzer Seebrücke. Im Jahr 2020 fanden die Fahrten wegen Umbauarbeiten an der Seebrücke Grömitz vom Hafen Neustadt (Holstein) aus statt. In der Saison 2021 fuhr die Nordlicht im Rahmen einer Charter noch einmal für die Reederei Weiße. Sie übernahm für drei Monate die Fahrten der Seebär ab dem Hafen Boltenhagen-Tarnewitz. Seit der Saison 2022 fährt die Nordlicht wieder für die Böttcher Schifffahrt ab der Seebrücke Grömitz.

## Das Schiff
Das Schiff ist 24 Meter lang und 6 Meter breit. Sie wird für Seerundfahrten sowie Ausflugsfahrten nach Wismar, Boltenhagen, Timmendorfer Strand und Travemünde von der Seebrücke Grömitz eingesetzt.